# Arantangi
Arantangi és una ciutat de Tamil Nadu, capital d'una taluka del districte de Pudukkottai. Sota els britànics era una subdivisió de la taluka de Tanjore, districte de Madràs. La seva població el 1901 era de 2.936 habitants. Al segle xv fou ocupada al raja de Tanjore pel senyor de Ramnad que era un general dels reis Pandya. Fou annexionada al regne dels Pandya però al començament del segle xvii va passar altre cop al raja nayak de Tanjore. El 1646 fou ocupada pel raja de Ramnad, Raghunatha Tevan. La va retornar per un tractat però al cap d'un temps la va conquerir altra vegada el 1698 en esclatar la guerra entre els dos estats (Tanjore havia passat a un raja maratha el 1674). Al començament del segle xviii fou un feu del fill del raja de Ramnad. Durant 50 anys la va disputar amb Tanjore; aquest regne la va perdre el 1709 però la va conquerir el 1720; la va tornar a perdre però la va reconquerir per darrera vegada el 1749 i la va conservar fins que tot Tanjore va passar als britànics el 1799.